# Philipp Ernst zu Schaumburg-Lippe
Philipp Ernst zu Schaumburg-Lippe (* 26. Juli 1928 in Hagenburg; † 28. August 2003 in Bückeburg) war ein deutscher Unternehmer und Chef des Hauses Schaumburg-Lippe.
Friedrich August Philipp Ernst Wolrad Prinz zu Schaumburg-Lippe (vollständiger Taufname) folgte seinem Vater Wolrad zu Schaumburg-Lippe 1962 als Erbe und Familienoberhaupt nach, was ihn nach historischem Adelsrecht zum Träger des traditionellen Titels „Fürst“ machte. Allgemein bekannt war er seitdem unter dem Namen Philipp Ernst Fürst zu Schaumburg-Lippe, obwohl seit der Abschaffung der Standesvorrechte des Adels 1919 nur der Titel „Prinz“ (/„Prinzessin“), nicht jedoch der vordem in Primogenitur gewährte Erstgeburtstitel „Fürst“, Bestandteil des amtlichen Namens ist.

## Biografie
Philipp Ernst wurde 1928 als zweiter Sohn des Wolrad zu Schaumburg-Lippe (1887–1962) und seiner Frau Bathildis geb. Prinzessin zu Schaumburg-Lippe (1903–1983) geboren. Fürst Adolf II., ein Onkel von Philipp Ernst, kam 1936 bei einem Flugzeugunglück ums Leben, sodass dessen Bruder, Philipp Ernsts Vater Wolrad, das neue Oberhaupt des Hauses Schaumburg-Lippe wurde. 
Als Philipp Ernsts älterer Bruder Albrecht Georg Wilhelm am 29. April 1945 in Nössige (Sachsen) bei Kriegshandlungen ums Leben kam, wurde Philipp Ernst Erbe und 1962 Chef des Hauses Schaumburg-Lippe. Nach seinem Tod folgte ihm sein Sohn Alexander zu Schaumburg-Lippe nach.

## Heirat und Kinder
Er heiratete am 3. Oktober 1955 in Bückeburg Eva-Benita Freiin von Tiele-Winckler (1927–2013). Sie hatten zwei Söhne: 
- Georg-Wilhelm (1956–1983), starb 1983 bei einem Motorradunfall in Steinbergen, Rinteln.
- Alexander (* 1958), Chef des Hauses Schaumburg-Lippe seit 2003

## Wirtschaftliche Tätigkeit
Bis 1993 war Philipp Ernst zu Schaumburg-Lippe Leiter der Fürstlichen Hofkammer Bückeburg, der privaten Vermögensverwaltung der Familie Schaumburg-Lippe. Unter anderem befindet sich Schloss Bückeburg, der Wohnsitz der Familie, im Besitz der Hofkammer.